# Frederik III van Veldenz
Frederik III (? – tussen 16 september en 29 oktober 1444) was de laatste graaf van het zelfstandige graafschap Veldenz uit het Huis Veldenz-Geroldseck. Met zijn dood stierf het gravenhuis in mannelijke linie uit, zijn bezittingen werden geërfd door zijn schoonzoon Stefan van Palts-Simmern-Zweibrücken.

## Biografie
Frederik was de jongste zoon van Hendrik II van Veldenz en Loretta van Sponheim, een dochter van Johan II van Sponheim-Starkenburg. Evenals zijn oudere broer Johan, die in 1402 tot Abt van Weißenburg gekozen werd, kreeg Frederik een opvoeding als geestelijke. In 1393 was hij kanunnik in Trier. Na de dood van zijn oudste broer Hendrik III trad hij terug in de wereldlijke stand en trouwde hij met Margaretha van Nassau, een dochter van Johan I van Nassau-Weilburg.
In 1387 hadden Hendrik II en diens broer Frederik II het graafschap Veldenz onder elkaar verdeeld. Toen Hendrik II in 1389 overleed erfde Frederik dus slechts de helft van het graafschap. In 1395 overleed Frederiks oom zonder kinderen na te laten, zodat Veldenz onder Frederiks heerschappij verenigd werd. 
Frederik en zijn vrouw hadden slechts een dochter, Anna. In 1410 trouwde zij uit politieke overwegingen met Stefan van Palts-Simmern-Zweibrücken, de derde zoon van Rooms-koning Ruprecht van de Palts. Frederik had een goede band met zijn schoonzoon, en in 1419 benoemde hij Stefan tot mede-regent.
Stefan organiseerde in 1425 in het Badense Beinheim een bijeenkomst over de erfopvolging in het graafschap Sponheim. In 1417 had Johan V van Sponheim-Starkenburg het Voorste graafschap Sponheim geërfd na de dood van graaf graaf Simon IV. Johan V had echter geen kinderen. As afstammelingen van Sponheimse gravinnen maakten zowel Frederik III van Veldenz als Bernhard I van Baden aanspraak op de toekomstige erfenis. Op 19 maart 1425 sloten ze het Besluit van Beinheim, waarin ze overeenkwamen dat Sponheim een condominium tussen Baden en Veldenz zou worden. Beide partijen zouden een even groot aandeel krijgen en Sponheim zou nooit verder verdeeld mogen worden. In 1437 overleed graaf Johan V en trad het verdrag in werking. 
Op 16 september 1444 sloot Frederik III een verdrag met zijn schoonzoon over de toekomst van zijn graafschappen. Zowel Stefans eigen gebieden als die van Frederik zouden verdeeld worden. De oudste zoon van Stefan en Anna, Frederik I, zou Simmern en het graafschap Sponheim krijgen. De graafschappen Veldenz en Zweibrücken zouden aan Lodewijk I vallen. Frederik III stierf kort na het sluiten van het verdrag.